# شفیقه آخوندوا
شفیقه آخوندوا (ترکی آذربایجانی: Şəfiqə Axundova) با اسم کامل شفیقه قولام قیزی آخوندوا (ترکی آذربایجانی: Şəfiqə Qulam qızı Axundova) اولین هنرمند زن در مشرق زمین می‌باشد که موفق به خلق اپرا گردید.
شفیقه آخوندوا در سال ۱۹۲۴ میلادی در شهر شکی جمهوری آذربایجان چشم به جهان گشود و در سال ۲۰۱۳ میلادی وفات نمود.
او در سال ۱۹۵۶ میلادی از کنسرواتوار دولتی حاجی بیگوف به عنوان آهنگساز فارغ التحصیل شد و در سال ۱۹۹۸ به اخذ لقب هنرمند خلق جمهوری آذربایجان نائل آمد. .